# Охтомі
Охтомі (груз. ოხტომი) — село в Грузії.
За даними перепису населення 2014 року в селі проживає 121 особа.